# Flananio de Killaloe
San Flananio de Killaloe, nacido Flannán Mac Toirrdelbaig, fue un santo irlandés que vivió en el siglo VII. Era hijo de un jefe irlandés, Turlough de Thomond. Como religioso, profesó en el monasterio de Mo Lua en Killaloe, donde se cree que acabó siendo abad. Es recordado como un gran predicador.
Hizo una peregrinación a Roma donde el papa Juan IV le consagró como el primer obispo de Killaloe, ciudad de la cual es patrón. También evangelizó y predicó en las islas Hébridas. Allí, en sus últimos años se retiró como ermitaño en el islote de Eilan Mòr, el mayor del archipiélago que tomó su nombre, las islas Flannan. Las ruinas de la pequeña capilla de piedra que levantó aún existen. Como eran peligrosas para la navegación, marineros y pescadores locales tuvieron hasta mediados del siglo XX la costumbre de encomendarse a San Flanan si debían aproximarse a ellas. Su día se celebra el 18 de diciembre.